# Официальная резиденция

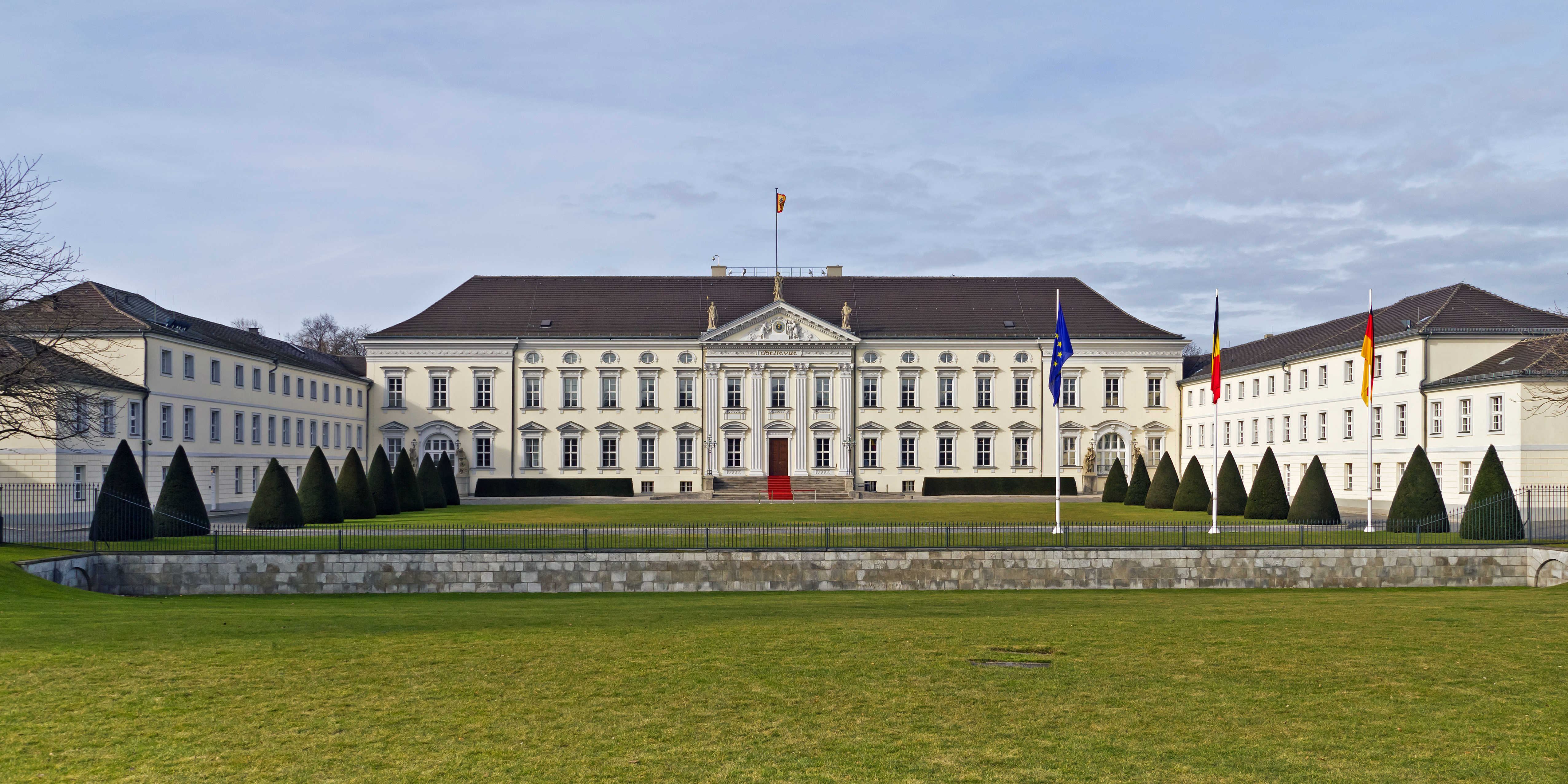
Дворец Бельвю — официальная резиденция федерального президента Германии

Официальная резиденция — это здание или ансамбль зданий, в которых проживает глава государства страны или входящих в нее государств. Обычно он расположен отдельно от фактической резиденции правительства и служит в первую очередь представительским или протокольным целям.  
Местонахождение должности как таковое ограничено странами, в которых главой государства является единоличным и выборным лицо, и поэтому не применимо к монархиям. Например, король Соединенного Королевства Карл III не имеет официальной резиденции, но проживает в Букингемском дворце. 
В Германии официальными резиденциями также называют офисы различных глав органов власти.

## Примеры
- Chevening House — официальная резиденция британского министра иностранных дел и заместителя премьер-министра.
- Джумхурбашканлыгы Сарайы, официальная резиденция президента Турции.
- Елисейский дворец, официальная резиденция президента Франции.
- Здание Европы, официальная резиденция председателя Европейского Совета.
- Хофбург, официальная резиденция федерального президента Австрии.
- Дворец Малакананьяг, официальная резиденция президента Филиппин.
- Сенатский дворец, официальная резиденция президента Российской Федерации.
- Истана Нурул Иман, официальная резиденция султана Брунея.
- Дворец Бельвю , официальная резиденция федерального президента Германии.
- Новый Государственный Дом, официальная резиденция президента Намибии.
- Белый дом, официальная резиденция президента США.
- Casa Rosada, официальная резиденция президента Аргентины.
- Загородный дом Carniola, представительское здание в Центральном округе Любляны, столицы Словении, изначально построенное для парламента коронной земли Крайна, одной из провинций Австро-Венгрии.